# Zazdrość i medycyna (film)
Zazdrość i medycyna – polski fabularny film psychologiczny z 1973 r. w reżyserii Janusza Majewskiego, ekranizacja przedwojennej powieści Zazdrość i medycyna Michała Choromańskiego.

## Treść
Akcja filmu rozgrywa się w ciągu kilku dni w Krynicy, w latach 30. XX wieku, w okresie II Rzeczypospolitej. Podstarzały przemysłowiec Widmar podejrzewa swą młodszą, atrakcyjną żonę Rebekę, że zdradza go z doktorem Tamtenem – znanym chirurgiem i dyrektorem miejscowego szpitala. Po lekturze pamiętników byłej kochanki całkiem traci zaufanie do żony wskutek ujawnienia jej zagmatwanej i niemoralnej przeszłości. Ogarnięty manią zazdrości, usiłuje wszelkimi sposobami potwierdzić prawdziwość swych podejrzeń, będąc też coraz bliżej chęci zgładzenia lekarza. Za dużą sumę wynajmuje swego starego krawca Golda, by śledził Rebekę i w odpowiedniej chwili sprowadził go dla zaskoczenia kochanków. Cały plan udaremnia jednak nieprzewidziany wypadek; ostatecznie nie doczekawszy się potwierdzenia podejrzeń, Widmar zawierza miłosnym zapewnieniom żony, dochodząc do wniosku, iż jedynie uległ opętańczej zazdrości.

## Obsada
- Ewa Krzyżewska – Rebeka Widmarowa
- Mariusz Dmochowski – Widmar, jej mąż
- Andrzej Łapicki – doktor Tamten, kochanek Rebeki
- Włodzimierz Boruński – krawiec Abraham Gold
- Piotr Kąkolewski – Boruch, syn Golda
- Beata Nowicka – Anielka, córka Golda
- Grażyna Staniszewska – Zofia Dubilanka, b. kochanka Widmara
- Edmund Fetting – doktor Willi von Fuchs, przyjaciel Tamtena
- Andrzej Mrowiec – doktor Rubiński
- Józef Rosiński – doktor Bogucki
- Danuta Rinn – matka dziewczynki
- Bogusław Sochnacki – Izaak Gold, brat Abrahama
- Krystyna Stankiewicz – szpitalna pielęgniarka
- Andrzej Rausz – pielęgniarz Paweł